# Историја арапског писма
Историја арапског алфабета показује да се редослед слова у алфабету (ар:أبْجَد, abjad) мењао откако је настао. Сматра се да је арапски алфабет настао из набатејске варијације арамејског алфабета, који је настао из феничанског алфабета, из којег су такође настали и хебрејски и грчки алфабет (а самим тим и ћирилични и латинични алфабети).

## Порекло
Арапски алфабет је настао или из набатејског, или (што је мање распрострањено мишљење) из сиријачког. Ова табела приказује промене кроз које се испољавају у облицима слова од првобитног арамејског ка набатејским и сиријачким облицима. Арапски је постављен у средину ради јаснијег уочавања разлика, а не ради успостављања редоследа развитка алфабета. Треба напоменути да арапско писмо приказано у табели датира из периода пост-класицизма и модерног арапског језика, те да није арапско писмо из 6. века које има другачији облик.
- Напомена: први ред не представља арамејска слова, већ палео-хебрејски алфабет.

Дакле, чини се да набатејски алфабет постао арапски алфабет на следећи начин:
- У 6. и 5. веку п. н. е, северна семитска племена су емигрирала и основала краљевство са центром у Петри, у Јордану. Сматра се да је овај народ највероватније говорио неким обликом арапског језика.
- Најстарији споменици писани набатејским алфабетом су на арамејском језику (који је у то време био језик комуникације и размене), и он је садржао неке одлике арапског језика: набатејци нису писали језиком који су тада говорили. Писали су писмом које је варијанта арамејског писма, које је наставило да се развија; поделило се у два облика: један је коришћен за натписе (познат као „монументални набатејски“) а други, више курзиван и писан на брзину, са спојеним словима за писање на папирусу. Овај курзивни облик је све више утицао на монументални, те је тако постепено настао арапски алфабет.

## Преисламски арапски натписи
Први текст написан арапским алфабетом датира из 512. године. То је тројезична посвета писана на грчком, сиријачком и арапском, и нађен је у Забаду у Сирији. Верзија арапског језика која се овде јавља обухвата само 22 слова (приказаних на табели горе), од којих се само 15 разликују од оних који се користе за обележавање 28 фонема.
Око 50.000 арапских натписа из преисламског периода је преживело до данас, а већина њих је написана на древним северноарапским језицима. Међутим, писани су алфабетима позајмљених из епиграфских северноарапских алфабета, као што су:
- Тамудско, лихјанско, тајманитско, думаитско и сафаитско писмо на северу.
- Хасаитско у источном делу Арабије.
- Хисмаитско у северним деловима централне Арабије.

Класични арапски језик и онај који му је претходио се јављају само у малом броју натписа, чак има и мање оних писаних арапским алфабетом. На пример:
- Предкласични арапски натписи из 1. века п. н. е. из античког града Карјат ал-Фав (ар:قَرْيَةُ الفَو, Qaryat Al-Faw), писани на епиграфским северноарапским алфабетима.
- Набатејски натписи на арамејском и арапском језику, писани на набатејским алфабетима.
- Преисламски арапски натписи на арапском алфабету се веома ретко јављају, постоји само 5 за које се зна засигурно. Они у већини случајева не користе тачке, што их често чини тешким за интерпретацију, с обзиром да многа слова имају сличан или исти облик у писању. На пример, писана су само цртежом (ар:رَسْمٌ, rasm).

Ово су натписи на арапском алфабету, и натписи на набатејском алфабету који приказују почетак настанка облика који подсећају на арапски.
| Назив                        | Место                                   | Датум                                    | Језик                                                         | Алфабет                                                          | Текст и белешке |
| ---------------------------- | --------------------------------------- | ---------------------------------------- | ------------------------------------------------------------- | ---------------------------------------------------------------- | --- |
| Карјат ал-Фав                | Вади ел-Давасир, Наџд                   | 1. век пре нове ере                      | 10 редова на арапском                                         | Епиграфски северноарапски алфабети                               | Посвета на гробници и молитва предисламским паганским боговима „Лах“, „Кахил“ и „Атар“ да би заштитили гроб: "Игл, син Хафама је саградио гробницу за свог брата Рабибила, сина Хафама: за њега, његову жену и дете, као и за своју децу и децу своје деце, и за жене, слободне чланове народа Галван. И ставио ју је под заштиту (богова) Кахил, Лах и Атар ал-Шарик и од јаких и од слабих, и било кога ко би покушао да је прода или заложи, за сва времена, без икаквог одступања, док год небо ствара кишу и а земља травњаке." (Бистон) |
| Еин Авдат                    | Негев, Израел                           | Између 88. и 150. године нове ере        | 4 реда на арамејском, затим 2 на арапском                     | Набатејско са мало спојених слова                                | Молитва захвалница богу Ободасу за спашавање нечијег живота: "Јер (Ободас, бог) чини без награде или услуге, и он, када је смрт по нас дошла, није нас дао, јер је рана (нашу) загнојила, није нам дао да скапамо." (Белами) "فيفعﻞُﻻفِ ًداوﻻاثرافكاﻦ هُنايَبْ ِغنا الموﺖُﻻأبْ ُغاﻪ فكاﻦ هُنا أدادَ ُجرﺢٌﻻيرْ ِد" |
| Ум ел-Џамал                  | североисточно од Јордана                | отприлике између краја 3. века и 5. века | Арамејско-набатејски, грчки, латински                         | Набатејско, са пуно спајања слова                                | Откривено је више од 50 делова: 1. „Забуд, син Масика“ 2. „Ајну, ћерка Мухариба“ 3. „Кавзин мир!“ (Саид и ал-Хадад) "(Ово је гробница коју је „SHYMW“ ... саградио ... (2) ... [за P]N, његовог сина, уз (помоћ) бога њиховог оца ... (3) ... краља Рабела, краља Набатејаца ..." (Батс и Харди) "Ово је задужбина Јулијаноса, којег је дуги сан покосио, за којег ју је његов отац Агатос саградио плачући на граници гробља заједнице људи Христа, да би бољи људи о љему увек могли слободно певати, јер је био вољени, верни [син?] Агатоса свештеника, и који је имао дванаест година. Године 239. [у ери провинције Арабије = 344. године нове ере]." (Тромбли) У 5. веку изграђене су касарне. У њиховој североисточној кули, која је имала шест спратова, угравирана су имена арханђела — „Микаел, Уријел, Габријел и Рафаел“. (Мика Кеј) |
| Ракуш (ово није назив места) | Мадаин Салих у Саудијској Арабији       | 267                                      | Мешавина арапског и арамејског, 1 вертикалан ред на тамудском | Набатејски са неким спајањем слова. Садржи дијакритичке тачке.   | Последњи натпис на набатејском језику. Епитаф једном Ракушу, и садржи клетву против оних који скрнаве гробове: "Ово је гроб „K b“. Бринуо је о својој мајци, Ракуш бинт ʿA. Умрла је у ал-Хиџру године 162. месеца тамуза. Нека Господар света баци клетву на икога ко оскрнави овај гроб и отвори га, осим његове деце! Нека [такође] прокле онога ко сахрани [некога у гробу] и [затим] уклони [га] из њега! Нека онај ко сахрани.... буде проклет!" (Хили и Смит) |
| Намара                       | 100 километара североисточко од Дамаска | 328-329                                  | Арапско                                                       | Набатејско, више спојених слова него у претходним.               | Дугачак епитаф познатом арапском песнику и војсковођи Имру'ул-Кајсу, који описује његове војне подухвате: "Ово је загробни споменик Имру'ул Кајса, сина Амра, краља Арапа, и (?) његова титула је била господар Асада и Мадхија. Потчинио је Асаде и они су заједно савладани са својим краљевима, а онда је Мадхије натерао на бекство, гонио их је до капија Наџрана, града Шамара, а затим је покорио Мааде, а према великанима племена се понашао веома пријатно, те их је именовао поткраљевима, и постали су филарси Римљанима. И ни један краљ му по достигнућима није ни близу. Затим је умро 223. године, седног дана месеца каслула. Ох, благо онима који су му били пријатељи!" (Белами) |
| Џабал (планина) Рам          | 50 километара источно од Акабе, Јордан  | 3., или пре крај 4. века                 | 3 реда на арапском, 1 савијен ред на тамудском                | Арапско. Садржи неке дијакритичке тачке.                         | У храму Алат. Хвала или похвала једног енергичног човека који је остварио своју судбину: "Уздигао сам се и зарадио многе новце, које ни један човек није [икада] сакупио. Сакупио сам злато и сребро; то објављујем онима којима је свега оста и више воље немају." (Белами) |
| Сакака                       | Саудијска Арабија                       | непознат датум                           | Арапско                                                       | Арапско, са неким набатејским елементима и дијакритичким тачкама | Садржи дијакритичке тачке које се повезују са арапским словима ب, ت, и ن [Т, Б и Н]. (Винет и Рид) |
| Сакака                       | Саудијска Арабија                       | 3. или 4. век                            | Арапско                                                       | Арапско                                                          | "Хама, син Гарма" |
| Сакака                       | Саудијска Арабија                       | 4. век                                   | Арапско                                                       | Арапско                                                          | "„B-`-s-w“ син `Абд-Имру'-ал-Кајса, сина Малика" |
| Ум ал-Џимал                  | Североисточно од Јордана                | 4. или 5. век                            | Арапско                                                       | Слично арапском.                                                 | "Овај [натпис] су поставиле колеге ʿУлејха, сина ʿУбејде, секретара кохорта Августа Другог Филаделфијана; нека онај који га избрише полуди." (Белами) |
| Забад, Сирија                | У Сирији, јужно од Алепа                | 512                                      | Арапски, грчки и сиријачки                                    | Арапски                                                          | Хришћанска посвета. Арапска изрека „Божија помоћ“ и 6 имена. „Бог“ је написан الاله: "Уз Божију помоћ! Сергијус, син Амат Манафа, и Тоби, син Имру ул-Кајса, и Сергијус, син Са‘да, и Ситр, и Шуарих." (Рабин) |
| Џабал (планина) Усајс        | Сирија                                  | 528                                      | Арапско                                                       | Арапско                                                          | Забелешка о војној експедицији Ибрахима ибн Мугираха у име краља ал Харита, краља Гасанида, вазала Византијског царства: "Ово је Рукајм, син Мугајра Авсита. Краљ ал-Харит ме је послао ка 'Усајсу, за време његове војне службе 423. године [528. године нове ере]" |
| Харан                        | Јужно од Дамаска                        | 568                                      | Арапски, грчки                                                | Арапски                                                          | Хришћанска посвета на мартириуму. Бележи да га је саградио Шарахил ибн Залим годину дана након рушења Хајбара: "[Ја] Шарахил, син Талима, саградио сам овај маритиум 463. године, годину дана након рушења Хајбара." |

Курзивно набатејско писмо је постало арапско писмо највероватније у периоду између времена настанка натписа у Намари и онога на планини Рам. Већина је писана на материјалима који нису били трајни, као што је папирус. С обзиром да је било курзивно, било је подложно променама. Епиграфске забелешке су веома ретке, са само пет аутентичних предисламских арапских натписа преживелих до сада, иако и неки други могу потицати из тог периода.
Набатејски алфабет је осмишљен тако да записује 22 фонеме, али, арапски језик има 28 фонема; стога, када је коришћен за писање арапског језика, 6 његових слова је морало да представља по две фонеме:

d је представљало и ð,

ħ је представљало и kh %,

ṭ је представљало и ẓ,

ayin је представљало и gh %,

ṣ је представљало и ḍ,%,

t је представљало и þ.

: У случајевима обележеним знаком %, на избор је утицала етимологија, с обзиром да су веома честе семитске фонеме kh и gh постале хебрејске фонеме ħ и ayin.
Како је курзивно набатејско писмо прерасло у арапско писмо, постало је и веома повезано у писању. Нека слова су добила исти облик као нека друга слова, што је створило нове нејасноће, као што је приказано у следећој табели:S
Овде су арапска слова поређана традиционалним левантским редоследом, али су написани у својим садашњим облицима, ради лакшег разумевања. Слова чији се облик није мењао имају обојену позадину. Друга вредност слова која представља више од једне фонеме је написана после зареза. У овој табели, ğ се изговара као српско слово Џ (енглеско ј).

У арапском језику, звук g је постао j у позном предисламском периоду, и изгледа да се та промена није десила у оним племенима која су се настанила у Египту.
Када се слово налазило на крају речи, често је на крају имало једну омчу, и као резултат тога, сада већина арапских слова има два или више облика.

b и n и t су постала иста.

y је постало исто као слова b и n и t, осим на крају речи.

j и ħ су постала иста.

z и r су постала иста.

s и sh су постала иста.
Након свега овога, само 17 слова имају другачији одлик. Једно слово - облик је представљало 5 фонема (b t th n а поенкад и y), једно је представљало 3 фонеме (j ħ kh), и 5 је представљало по 2 фонеме.

## Ране исламске промене
Арапски алфабет је први пут потврђен у својем класичном облику у 7. веку. У 7. веку, вероватно у првим годинама ислама током записивања Курана, књижевници су схватили да је тумачење које је које слово од ових проблематичних која личе једна на друга било веома тежак и не увек могућ посао, те је било потребно решити тај проблем. Записи на набатејском и сиријачком алфабету суу неким случајевима имали тачке коришћене ради распознавања слова која су у писању постала идентична. У исто време, систем тачака је придодат арапском језику ради стварања довољног броја слова за 28 фонема класичног арапског језика. Некада су та нова слова у алфабету ређана након својих првобитних облика без тачака, а некада на крају.
Најстарији преживели документ у којем се користе ове тачке је такође и најстарији преживели арапски папирус, (PERF 558), за који се сматра да је настао у априлу 643. године. Тачке у то време нису биле обавезне. Важни текстови, као што је, на пример, Куран, су често били учени напамет; ова пракса, која и данас живи, се вероватно јавила и делом да би се избегле потешкоће у читању писма, а делом и због оскудице књига у ово време када није било штампе, а сваки примерак књиге је преписиван ручно.
Алфабет је затим имао 28 слова, која су такође коришћена и за писање бројева од 1 до 10, затим од 20 до 100, затим од 200 до 900, и на крају, 1000. У овом нумеричком редоследу, нова слова су стављана на крај алфабета. То је створило овај редослед: alif (1), b (2), j (3), d (4), h (5), w (6), z (7), H (8), T (9), y (10), k (20), l (30), m (40), n (50), s (60), ayn (70), f (80), S (90), q (100), r (200), sh (300), t (400), th (500), dh (600), kh (700), D (800), Z (900), gh (1000).
Недостатак знакова за вокале у писању арапског језика је створило нове недоумице: на пример, на класичном арапском језику, ktb може бити kataba = "он је писао", kutiba = "записано је" или kutub="књиге“.
Касније, придодати су вокали и хамза, и то у последљој половини 6. века, отприлике у исто време када је настала вокализација у сиријачком и хебрејском језику. Првобитно, овај проблем је решен системом црвених тачака, за које се сматра да их је осмислио један омејадски гувернер Ирака, Хаџаџ ибн Јусуф: тачка изнад = a, тачка испод = i, тачка на линији = u, а две тачке су представљале нунацију. Међутим, ово је било веома конфузно и лако се мешало са тачкама које су већ постојале ради распознавања слова, те је око 100 година касније прихваћен модерни систем вокализације. Овај систем је финализован око 786. године, а ревизију је учинио ал-Фарахиди.
Пре историјског декрета Хаџаџа ибн Јусуфа, све административне текстове су бележили персијски писари на средње-персијском писму користећи пахлави писмо, али многе од тих првобитних ортографских промена у арапском алфабету су највероватније предложене и учињене од стране ових писара.
Када су нови знакови придодати арапском алфабету, они су у редоследу узели алфабетску вредност слова чију су алтернативу они представљали. На исти начин, многе дијакритике нису имале никакву вредност.
Неке одлике арапског алфабета су се појавиле због разлике између куранског начина писања (које је пратило изговор меканског дијалекта којим су говорили Мухамед и његови први следбеници) и стандардног класичног арапског језика. У те одлике спадају:
- женско те: Ова одлика се јавља јер -at наставак код именица женског рода (женско те) се често изговарало као -ah, и с тиме писано као h. Да би се избегло мењање куранског начина писања, тачне на слову t су писане на слову h.[тражи се извор]
- y (сломљени елиф, ى) је коришћен за писање дугог вокала ā на крајевима неких речи. Ова одлика се јавила зато што је ā, било само обично слово y писано између два самогласника на крајевима речи изговарано орвореније од осталих, и као резултат тога, у Курану је писано као y.[појаснити][тражи се извор]
- ā које се не пише као елиф (ا) у неким речима: Арапско писање речи Алах је успостављено још пре енго што су Арапи почели да користе слово елиф за писање слова ā. У другим случајевима (на пример, прво ā у hāðā = "ово"), могуће је да су се ови самогласници у меканском дијалекту изговарали кратко.
- hamza: Првобитно је слово елиф корићшено за писање глоталне паузе. Међутим, Меканци нису изговарали глоталну паузу, већ су је замењивали словима w, y или је просто нису обележавали, продужавајући сусадни самогласдник, или, између самогласника, убацујући глоталну паузу и приспајајући самогласнике, а Куран је писан по меканском изговору. Арапски граматичари су измислили дијакритички знак хамзу (ء) и користили су га за обележавање глоталне паузе. У арапском језику, хамза значи "кука“.

## Реорганизација алфабета
Мање од једног века касније, арапски граматичари су извршили реорганизацију алфабета, ради лакшег обучавања, те су ставили сличног облика једне поред других. Ово је створило нови редослед који није био исти као нумерички редослед, који је постао мање важан током времена, с обзиром да су му конкуренцију правили индијски и грчки бројеви.
Арапски граматичари северне Африке су променили нова слова, што објашњава разлике између алфабета истока и Магреба.
Стари алфабетски редослед, као и код других алфабета приказаних овде, познат је као левантски или абџад редослед. Ако су слова поређана по нумеричком редоследу, обновљен је левантски редослед:
(Белешка: овде "нумерички редослед" представља традиционалне вредности из периода када су ова слова коришћена као бројеви. За више детаља, погледати индијско-арапске, грчке и хебрејске бројеве.)

Овај редослед је настарији. Најстарији записи арапског алфабета показују зашто се редослед променио.

## Адаптација арапског алфабета за друге језике
| ИПА        | персијски | урду         | малајски | арви                  | Египат |
| ---------- | --------- | ------------ | -------- | --------------------- | ------ |
|            | پ         | پ            | ڤ        | ڣ                     | پ ‎[n]  |
|            | چ         | چ            | چ        | چ                     | تش     |
|            | گ         | گ            | ݢ        | ك са тачком испод     | ج      |
|            | ژ         | ژ            | ژ        | ژ                     | چ ‎[n]  |
|            | ج         |              |          |                       | چ ‎[n]  |
|            |           |              | ڠ        | ڠع са три тачке испод |        |
|            |           |              | ڽ        |                       |        |
|            | و         | و            | ۏ        |                       | ڤ ‎[n]  |
| ретрофлекс |           | мало ط изнад |          |                       |        |

Када се арапски алфабет раширио на земље у којима су се говорили други језици, било је неопходно измислити нова слова да би се записали звукови који нису карактеристични за арапски језик. Углавном је то захтевало додавање три тачке изнад или испод слова:
- Персијски и урду: : پ
- Персијски и урду: : چ
- Персијски и урду: : گ
- Персијски и урду: : ژ
- Египат: : ج. Ово је зато што египатски арапски (а и неки други дијалеки) имају , док други арапски дијалекти имају ~
- Египат: : چ, као и персијско и урду چ
- Египат: : пише се као ت+ش а реализује се као +
- урду: ретрофлексни звукови: слични као дентални, али са малим словом ط изнад. (Овај проблем адаптирања арапског алфабета ради писања индијских језика се појавио дуго пре тога, на пример, код случаја брахми писма.)

## Пад употребе арапског писма у неарапским земљама
Од почетка 20. века, неколико земаља у којима се не говори арапски језик су престале да користе арапско писмо, и углавном су прелазиле на латиницу. У те земље спадају:
| Област                       | Арапски систем писања                                                                | Ново писмо     | Датум                                                                               | Наредбу дао                                                                        |
| ---------------------------- | ------------------------------------------------------------------------------------ | -------------- | ----------------------------------------------------------------------------------- | ---------------------------------------------------------------------------------- |
| Неке земље Совјетског Савеза | Систем писања заснован на персијском, а затим османском турском алфабету са изменама | Ћирилица       | 1920—их година (прелазак на јаналиф, совјетска верзија латинице) 1930-их (ћирилица) | Влада Совјетског Савеза                                                            |
| Индонезија Малезија Филипини | Џави писмо (које се још увек доста користи у Брунеју и Патани региону.)              | Латиница       | 19. век                                                                             | Британско царство, Холандско царство и колонијална администрација Шпанског царства |
| Турска                       | Османски турски алфабет                                                              | Турски алфабет | 1928                                                                                | Влада Републике Турске након пада Османског царства                                |